# Paradox Interactive
Paradox Interactive AB é uma publicadora de jogos eletrônicos com sede em Estocolmo, Suécia. A empresa começou como a divisão de videogames da Target Games e depois da Paradox Entertainment (agora Cabinet Entertainment), antes de se tornar uma empresa independente em 2004. Através de uma combinação de expansão de estúdios internos, fundação de novos estúdios e aquisição de desenvolvedores independentes, a empresa cresceu para abranger nove estúdios de desenvolvimento próprios, incluindo seu principal estúdio, Paradox Development Studio, e atua como publicadora de jogos de outros desenvolvedores.
A Paradox é mais conhecida por lançar jogos de estratégia, especialmente jogos de grande estratégia com temas históricos, e também publicou jogos de estratégia em diferentes cenários, além de jogos de outros gêneros, como RPGs e simuladores de gestão. Eles geralmente continuam o desenvolvimento de seus jogos após o lançamento inicial, criando conteúdos para download (DLCs), e também são conhecidos por criar jogos que são fáceis de modificar.
Fora dos videogames, a Paradox criou jogos de tabuleiro baseados em vários de seus títulos e detém os direitos da série de jogos de RPG de mesa World of Darkness, desde que comprou a White Wolf Publishing em 2015. Eles organizam uma convenção anual, a PDXCON, que é aberta ao público desde 2017.

## História
A empresa começou fazendo jogos baseados no remanscente da companhia Target Games, que se tornou uma fabricante de softwares de jogos de estratégia a partir de 1995. No início, começou a fazer um software baseado no jogo de tabuleiro Svea Rike. Com o sucesso do jogo, a companhia continuou a investir em software de entretenimento, e em 1999 a empresa se dividiu em duas entidades: Paradox Interactive, que focava na produção de jogos de computador, e Paradox Entertainment, que tinha foco em produzir tabuleiros para role-playing games. Mais tarde, para auxiliar na distribuição e promoção dos jogos, a Paradox Interactive criou uma ramificação, a Paradox Development Studio, para focar no desenvolvimento de grandes jogos de estratégia, enquanto a Paradox Interactive passou a cuidar da promoção e distribuição dos jogos em geral.

### Compra da White Wolf
Em outubro de 2015 a empresa adquirida a produtora White Wolf de "Vampiro: A Máscara" e "Lobisomem: O Apocalipse". Em dezembro do mesmo ano,  revelou alguns dos planos para suas marcas no futuro, como sequências para os games "Vampire: The Masquerade - Bloodlines" e "Hunter: The Reckoning".
O CEO da Paradox Tobias Sjogren, informou que: "Queremos contar histórias modernas ambientadas no século XXI. A ideia é mudar gradualmente o cenário do "World of Darkness" dos EUA para a Europa, Rússia e Oriente Médio. Outro produto que devemos voltar a desenvolver ativamente são os card games", explicou citando um interesse crescente pelo jogo "Vampire: The Eternal Struggle".

## Características
O estúdio produz os chamados jogos de "estratégia maior" (do termo em inglês, grand strategy games), ou seja, aqueles jogos em um mapa baseado no mundo real, marcado pela jogatina com elementos que normalmente veem-se em jogos de tempo-real, mas com a possibilidade de fazer qualquer mudança mesmo com o jogo pausado. Quase todos os jogos da Paradox tem como plano de fundo a história e mostram-se bem comprometidos com a fidelidade e precisão às épocas reais. O foco de cada jogo é diferente, mas geralmente o jogador tem como objetivo a administração da economia, comércio, políticas internas, diplomacia, desenvolvimento tecnológico e forças militares de uma nação. Os jogos da Paradox também são incrivelmente complexos, com modelos de jogatina altamente detalhados e consequentemente com curvas de aprendizado majoritariamente íngremes. Com o passar do tempo, numa tentativa de vender os jogos para um público maior, eles tentaram produzir jogos com mais fidelidade à história, e ao mesmo tempo, tentando-os fazer menos complexos.
A Paradox regularmente libera atualizações para os seus jogos por muito tempo após o seu lançamento inicial. Esses pacotes de DLCs contém largas mudanças no jogo-base e na forma de como o jogo é jogado, em resposta a pedidos e a demanda dos fãs.

## Aquisições

### White Wolf
A Paradox Interactive comprou os ativos da White Wolf Publishing, incluindo o Mundo das Trevas e Vampiro: A Máscara, da CCP Games em outubro de 2015. A White Wolf tornou-se uma subsidiária autônoma da Paradox Interactive com gerenciamento e objetivos próprios.
Em janeiro de 2017, a White Wolf anunciou sua parceria com a editora de videogames Focus Home Interactive para a adaptação de videogame do Lobisomem: O Apocalipse, um jogo de RPG de mesa ambientado no Mundo das Trevas. O jogo será desenvolvido pelo estúdio de desenvolvimento de jogos Cyanide e lançado no PC e consoles.

### Triumph Studios
A Paradox Interactive adquiriu o estúdio de desenvolvimento de jogos holandês Triumph Studios, criador das séries Age of Wonders e Overlord, em junho de 2017. A aquisição foi considerada um bom ajuste tanto pelos comentaristas quanto pelas empresas envolvidas, com base nas semelhanças nos gêneros de produto e cultura corporativa.

### Hardsuit Labs
A Paradox adquiriu uma participação minoritária de 33% na desenvolvedora Hardsuit Labs, os criadores da Blacklight: Retribution, a um custo de US$ 2 milhões em janeiro de 2018.

### Harebrained Schemes
Em 5 de junho de 2018, a Paradox Interactive anunciou a aquisição da Harebrained Schemes, fabricante do Shadowrun Returns e do jogo BattleTech, publicado pela Paradox, por um preço fixo de US$ 7.500.000 e 25% dos lucros do Harebrained Schemes, excluindo o custo de publicação nos próximos 5 anos, desde que esse montante exceda o preço fixo de compra, em 2023 a Paradox Interactive e Harebrained Schemes resolveram se separar, a partir de 1 de janeiro de 2024 a Harebrained Schemes se tornou independente novamente. 

### SériePrison Architect
Em janeiro de 2019, a Paradox adquiriu os direitos de propriedade intelectual da série Prison Architect da desenvolvedora Introversion Software, com planos de continuar a expandir mais jogos com o mesmo tema. A Introversion Software havia afirmado que eles haviam levado a série o máximo que podiam e acreditavam que a compra da Paradox ajudaria a série no futuro.